# Мечетлінська сільська рада
Мечетлі́нська сільська рада (рос. Мечетлинский сельский совет) — муніципальне утворення у складі Салаватського району Башкортостану, Росія. Адміністративний центр — село Мечетліно.

## Населення
Населення — 1562 особи (2019, 1636 в 2010, 1522 в 2002).

## Склад
До складу поселення входять такі населені пункти:
| Населений пункт     | Населення, осіб (2002) | Населення, осіб (2010) |
| ------------------- | ---------------------- | ---------------------- |
| Ахуново, присілок   | 633                    | 673                    |
| Кусепеєво, присілок | 241                    | 250                    |
| Мечетліно, село     | 648                    | 713                    |